# Václav Holek
Václav Holek (24. září 1886, Malé Nepodřice – 13. prosince 1954, Brno) byl český zbrojní konstruktér. Holek je považován za nejdůležitějšího konstruktéra zbraní v předválečné ČSR. Za svůj život přihlásil více než 75 patentů. Konstrukcí zbraní se rovněž věnovali jeho bratři František (* 1894) a Emanuel (* 1899).

## Život
Václav Holek se vyučil puškařem a poté i studoval v Písku. Od roku 1905 pracoval u firmy Anton Mulacz ve Vídni. Od roku 1910 pracoval u pražské firmy Jan Nowotný a podílel se zde na zdokonalování a vývoji brokovnic systému Holland & Holland. Firma během první světové války vyráběla i děla pro rakouskou armádu.
V roce 1918 přešel do firmy Zbrojovka Praga nově založené synem Jana Nowotného. Zde podle jeho návrhu vznikla služební samonabíjecí pistole pro československou armádu a policii. Zde také zkonstruoval na jaře 1921 lehký kulomet, ze kterého vývojem vznikl kulomet do československé armády zavedený pod označením PRAGA vz. 24. Z něj poté vznikl licenční kulomet ZB vz. 26. V prosinci 1924 odešel Václav Holek do československé Zbrojovky v Brně. Anglická zbrojovka Royal Small Arms Factory v Enfieldu zakoupila licenci a vyrobila 220 000 kulometů vz. 26 pod označením BREN. V třicátých letech Václav Holek vyvinul těžký kulomet ZB vz.37, který byl v Británii pod označením BESA vyroben v sérii 60 000 kusů.
Během druhé světové války a v období po ní vyvíjel Václav Holek řadu moderních automatických zbraní, které však až na Vz. 52 nebyly sériově vyráběny.